# Huadong Medicine
Huadong Medicine, «Хуадун Медисин» — китайская фармацевтическая компания. Штаб-квартира находится в городе Ханчжоу (административный центр провинции Чжэцзян). Крупнейшим акционером является группа China Grand Enterprises (42 %).

## История
Компания была основана в 1993 году, в декабре 1999 года её акции были размещены на Шэньчжэньской фондовой бирже. В 2018 году была куплена британская компания Sinclair Pharma, специализирующаяся на эстетической фармацевтике.

## Деятельность
Основные подразделения:
- Традиционная китайская медицина и западная фармацевтика — анальгетики, противовоспалительные и другие препараты;
- Медицинское оборудование;
- Лекарственные травы — женьшень и другие травы, а также оленьи рога;
- Здравоохранение — оптовая торговля медикаментами производства китайских и иностранных компаний.

Значительную роль в деятельности компании играет эстетическая фармацевтика как через британскую компанию Sinclair Pharma, так и через китайские дочерние компании; продукция включает гиалуроновую кислоту и ботулотоксин (ботокс). Фабрики этого направления деятельности находятся в Нидерландах, Франции, США, Швейцарии и Болгарии; научно-исследовательские центры — в Великобритании (Sinclair), Испании (High Tech), США (R2) и Швейцарии (Kylane).